# Релігія у Франції
Релігія у Франції (вересень 2019)
Право на практикування релігії у Франції забезпечується Декларацією прав людини і громадянина 1789 року, допоки його «прояви не порушують громадський порядок». Належність до релігії громадян Франції вивчає Центральне бюро культів, створене відповідно до закону про відокремлення церкви і держави від 9 грудня 1905 року, який зробив Францію світською державою. З часу відокремлення у Французькій республіці не було державної або офіційної релігії.